# Северная Манитоба
Се́верная Манито́ба — физико-географическая и культурная область в канадской провинции Манитоба. Состоит из четырёх переписных районов: 19, 21, 22 и 23.
Расположена на Канадском щите, имеет выход к Гудзоновому заливу. Площадь области составляет 438 491,51 км² (67 % от общей площади земель в провинции Манитоба). Подавляющее большинство территории не заселено.
Численность населения по состоянию на переписи 2011 года составляла 88 146 человек (7,3 % от общей численности населения провинции Манитоба). Индейцы составляют более 49 % населения области.
Крупнейший муниципалитет — город Томпсон. Другие крупные населённые пункты — Флин-Флон и Те-Пас.
Основными видами экономической деятельности являются добыча полезных ископаемых и туризм.